# Ermita de San Juan Bautista (Calpe)
La ermita de San Juan Bautista es una ermita en Casas de Torrat, una partida de la Cometa en Calp. Situada en el Tosal de La Cometa, se trata de un conjunto de interés histórico-religioso, formado por edificaciones de una antigua masía fortificada construida a finales del siglo XVII o principios del siglo XVIII.

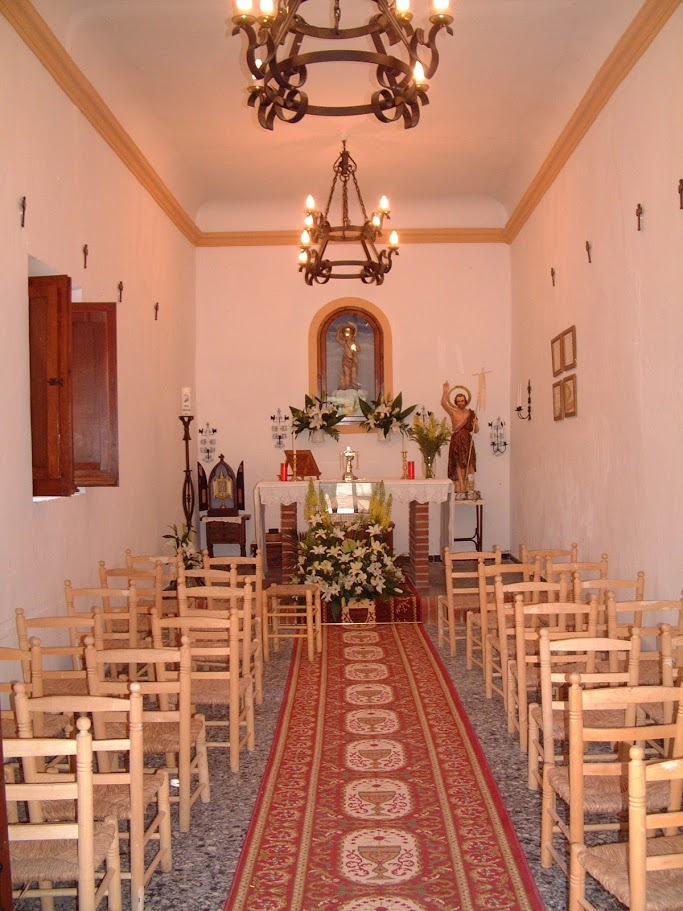
Interior, 2016

Se estima que la ermita, construida bajo la advocación de San Juan Bautista fue la oratorio particular de las fortificaciones de la zona rural de La Cometas. Ante la ermita, hay dos riuraus y existen todavía tres pozos, uno de los cuales conservó su cubierta cónica, un aljibe y un sistema para la recogida de pluviales.
No tenemos ninguna noticia alguna sobre la historia de esta pequeña ermita. Está enclavada en la partida rural del caserío de las Casas de Torrat. Está adosada en dos grandes casas que desde 1747, forman la masía fortificada de La Cometa, y que en la actualidad ofrecen todavía un aspecto de vieja fortaleza. En este año, al renovarse la masía, la privaron de este carácter defensivo que tenía e hicieron dos viviendas, tal como hoy la vemos. La fachada de esta ermita, el mismo que su pequeña espadanya, son de piedra tosca de Calp. Su titular, San Juan Bautista, era una preciosa escultura de blanco y finísimo mármol, de tal dureza, que al ser asaltada la ermita el 1936, costó gran trabajo romperla.

El 1943, José Cabrera, de Benissa, regaló la sencilla imagen que actualmente tiene. Los vecinos de La Cometa y de Casas de Torrat celebran todos los años la fiesta de San Juan, el día 24 de junio.
1. ↑  Ajuntament de Calp, ed. (13 de junio de 2017). «L'ermita de Sant Joan i Les Cases de Torrat celebren el seu tercer centenari amb una jornada divulgativa». Calp Noticies. Archivado desde el original el 13 de julio de 2018. Consultado el 13 de julio de 2018.
2. ↑  Ajuntament de Calp (ed.). «Ermita de Sant Joan de la Cometa». Archivado desde el original el 2 de febrero de 2017. Consultado el 13 de julio de 2018.
3. ↑  LLopis Bertomeu, Vicente (1975). Calpe (en castellà). Alacant: Diputació d'Alacant. p. 156-157.

- Morosicristians de Calp (ed.). «L'ermita de Sant Joan». Archivado desde el original el 23 de mayo de 2013. Consultado el 17 de septiembre de 2021.

- Datos: Q28064264